# Corrado Melis

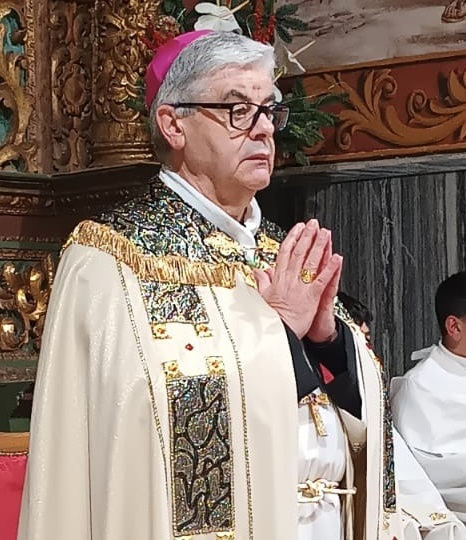
Corrado Melis (2025)

Bischofswappen von Corrado Melis

Corrado Melis (* 11. März 1963 in Sardara, Italien) ist ein italienischer Geistlicher und römisch-katholischer Bischof von Ozieri.

## Leben
Corrado Melis empfing am 25. Juni 1988 die Priesterweihe für das Bistum Ales-Terralba.
Am 18. Juli 2015 ernannte Papst Franziskus ihn zum Bischof von Ozieri. Die Bischofsweihe spendete ihm Kurienerzbischof Giovanni Angelo Becciu am 13. September desselben Jahres. Mitkonsekratoren waren der Bischof von Tempio-Ampurias, Sebastiano Sanguinetti, und der Bischof von Ales-Terralba, Giovanni Dettori.